# Амацукадзе (1940)
Амацукадзе (Amatsukaze, яп. 天津風) — ескадрений міноносець Імперського флоту Японії, який брав участь у Другій світовій війні.
Корабель, який став десятим (за датою закладання) серед есмінців типу «Кагеро», спорудили у 1940 році на верфі ВМФ у Майдзуру.
На момент вступу Японії до Другої світової війни «Амацукадзе» належав до 16-ї дивізії ескадрених міноносців. 1 грудня 1941-го дивізія прибула з Японії до Палау (важлива база на заході Каролінських островів), а 6 грудня її есмінці вийшли звідси для прикриття загону легкого авіаносця «Рюдзьо», який в день нападу на Перл-Гарбор здійснив рейд на Давао (південне узбережжя філіппінського острова Мінданао). 12 грудня «Амацукадзе» та інші есмінці дивізії прикривали висадку десанту на південно-східному завершенні острова Лусон у Легаспі (японське командування запланувало кілька допоміжних десантів на Філіппінах, що мали передувати вторгненню головних сил до затоки Лінгаєн на заході Лусону).
17 грудня 1941-го «Амацукадзе» вирушив з Палау у складі охорони загону, який мав захопити Давао. Висадка відбулась 20 грудня та не зустріла серйозного спротиву.
У першій декаді січня 1942-го 16-ту дивізію задіяли у прикритті десантної операції у районі Менадо на північно-східному півострові острова Целебес (Сулавесі), висадкова частина якої відбулась в ніч проти 11 січня.
21 січня 1942-го «Амацукадзе» задіяли для прикриття сил висадки в Кендарі на південно-східному півострові Целебесу, десантування у якому провели в перші години 24 січня.
Наприкінці січня 1942-го «Амацукадзе» разом з іншими есмінцями своєї дивізії провадив прикриття висадки на острів Амбон, десантування на який почалось у ніч на 31 число. Цього разу бої з союзними силами затягнулись на кілька діб і лише 3 лютого острів узяли під повний контроль. Невдовзі «Амацукадзе» супроводжував конвой із шести транспортів, який 11—14 лютого пройшов із якірної стоянки Бангка (біля завершення північно-східного півострова Целебесу) до Амбону.
У середині лютого 1942-го «Амацукадзе» залучили до прикриття операції з заволодіння островом Тимор. У межах останньої 16—17 лютого з Амбону вийшли два транспортні загони, при цьому «Амацукадзе» та ще п'ять есмінців супроводжували той з них, що прямував до Купангу в західній, нідерландській, частині Тимору (всього до прикритті транспортів залучили легкий крейсер та 9 есмінців). Висадка відбулась 20 лютого.
25 лютого «Амацукадзе» разом з трьома іншими есмінцями своєї дивізії та легким крейсером «Дзінцу» вийшли з Купангу, щоб взяти участь у прикритті сил вторгнення на Яву. 27 лютого «Амацукадзе» у складі великого загону брав участь у битві в Яванському морі, зокрема в торпедній атаці на вороже з'єднання. Наступної доби він разом зі ще одним есмінцем та легким крейсером перехопили нідерландське госпітальне судно Op Ten Noort, яке вийшло з Сурабаї для допомоги морякам із потоплених кораблів. Спершу «Амацукадзе» та «Мурасаме» відвели Op Ten Noort до острова Бавеан, а потім «Амацукадзе» відконвоював його на острів Борнео до Банджермасіна (цей трофей стане японським госпітальним судном «Хікава-Мару № 2», яке буде підірване та затоплене самими японцями вже за кілька діб після їх капітуляції). При цьому 1 березня в районі на захід від Бавеану «Амацукадзе» провів атаку проти підводного човна у зануреному положенні. Ймовірно, це був американський «Перч», який того дня дістав пошкодження, а за дві доби був добитий есмінцями «Усіо» та «Садзанамі».
До кінця березня 1942-го «Амацукадзе» виконував протичовнові завдання в Яванському морі, а 31 березня — 3 квітня разом зі ще 7 есмінцями та 3 легкими крейсерами взяв участь у операції з оволодіння островом Різдва (три з половиною сотні кілометрів на південь від західної частини Яви). 25 квітня — 3 травня 1942-го «Амацукадзе» пройшов до Куре для короткочасного докового ремонту.
21—25 травня 1942-го в межах підготовки операції проти атола Мідвей «Амацукадзе» разом з іншими есмінцями 16-ї (а також 15-ї та 18-ї) дивізії пройшов з Куре на острів Сайпан (Маріанські острови). 28 травня есмінці вийшли з Сайпану супроводжуючи транспорти з військами. Катастрофічна поразка авіаносного з'єднання в битві 4—5 червня під Мідвеєм призвела до скасування операції та повернення транспортного конвою на базу.
Станом на середину серпня 1942-го «Амацукадзе» перебував у Японії. На той час союзники вже висадились на сході Соломонових островів, що започаткувало шестимісячну битву за Гуадалканал та змусило японське командування спрямовувати у регіон підкріплення та матеріальні запаси. Як наслідок, 16 серпня «Амацукадзе» та ще 10 есмінців (в тому числі два із 16-ї дивізії) рушили з Японії як ескорт великого загону надводних кораблів (включав 2 авіаносці, 1 легкий авіаносець, 2 лінкори, 2 важкі та 1 легкий крейсери). Первісно планувалось, що з'єднання зайде на Трук (головна база японського ВМФ у Океанії, розташована в центральній частині Каролінських островів), проте японське командування вирішило пришвидшити операцію з проведення конвою з військами на Гуадалканал та 21 серпня наказало прямувати одразу в напрямку Соломонових островів (при цьому загін дозаправився від двох танкерів, що вийшли з Труку). Спроба провести конвой зазначений конвой призвела до битви 24 серпня біля Східних Соломонових островів, під час якої «Амацукадзе» разом з «Токіцукадзе» охороняв загін адмірала Хара — легкий авіаносець «Рюдзьо» та важкий крейсер «Тоне». Після потоплення «Рюдзьо» «Амацукадзе» допомагав у порятунку вцілілих. Рух конвою виявився остаточно перерваним 25 серпня унаслідок ударів літаків з островів Еспіриту-Санто та Гуадалканал, проте «Амацукадзе» і у вересні продовжував перебувати в морі, супроводжуючи сили, які патрулювали північніше від Соломонових островів.
У певний момент «Амацукадзе» повернувся на Трук, звідки вийшов 11 жовтня 1942-го у складі охорони авіаносного з'єднання адмірала Тюїті Наґумо. 12—13 жовтня він разом з есмінцем «Юкікадзе» зробили рейд до острова Ндені (острови Санта-Круз за п'ять з половиною сотень кілометрів на схід від Гуадалканалу) щоб перевірити припущення про існування тут бази гідролітаків союзників. 26 жовтня відбулось зіткнення авіаносних з'єднань, відоме як битва біля островів Санта-Круз, під час якої після якої «Амацукадзе» все так же охороняв загін Нагумо. За кілька діб після неї флот повернувся на Трук.
У першій половині листопада японське командування організувало масштабну операцію задля доставки підкріплень на Гуадалканал (яка в підсумку вилилась у вирішальну битву надводних кораблів біля острова). 9 листопада з Труку вийшов загін адмірала Абе, два лінкори якого напередодні підхода транспортів мали провести артилерійський обстріл аеродрому Гендерсон-Філд (за місяць до того така операція була проведена доволі вдало). «Амацукадзе» разом зі ще 10 есмінцями та 1 легким крейсером становили охорону головних кораблів. Втім, в ніч на 13 листопада біля Гуадалканалу загін Абе перестріло американське з'єднання із крейсерів та есмінців, яке зазнало значних втрат, проте зірвало обстріл аеродрому. Під час цього бою «Амацукадзе» торпедував та потопив есмінець «Бартон», а сам зазнав певних пошкоджень від артилерійського вогню легкого крейсера «Гелена». «Амацукадзе» був вимушений припинити вогонь, в нього заклинило кермо, загинуло 43 члени екіпажу. Втім, есмінець зміг повернутись на Трук, де проходив аварійний ремонт 18—25 листопада.
26 листопада — 1 грудня 1942-го «Амацукадзе» перейшов до Куре для докового ремонту. Під час останнього було також підсилене зенітне озброєння із додаванням трьох 25-мм автоматів (встановлена «спарка» та проведена заміна наявної «спарки» на строєну установку). 5—10 лютого 1943-го есмінець пройшов назад на Трук, ескортуючи важкий крейсер «Судзуя».
15—17 лютого 1943-го «Амацукадзе» разом зі ще одним есмінцем «Уракадзе» перейшли до Веваку (важлива японська база на центральній частині північного узбережжя Нової Гвінеї), куди доправили обслужний авіаперсонал, узятий з команди авіаносця Дзуйхо. 17—23 лютого вони здійснили зворотний перехід, при цьому поперемінно здійснювали буксирування есмінця «Харусаме», яки був пошкоджений у Веваку ще в січні.
У наступні кілька місяців «Амацукадзе» здійснив цілий ряд рейсів до Нової Гвінеї. Так, 29 березня — 3 квітня 1943-го він ескортував конвой з Труку на Палау, а 6—18 квітня супроводжував звідси до затоки Ханса (півтори сотні кілометрів на схід від Веваку) та назад конвой «Ганза № 2А» (під час перебування у зазначеній затоці втратив одне судно внаслідок авіаудару). Далі «Амацукадзе» брав участь у проведенні конвоїв «Вевак № 3» (26 квітня — 6 травня), «Вевак № 4» (8—17 травня), «Ганза № 3» (23 травня — 3 червня), «Вевак № 5» (5—15 червня), «Ганза № 4» (21 червня — 2 липня), «Вевак № 6» (5—1 липня). В останньому випадку під час зворотного переходу «Амацукадзе» охороняв «Уракадзе», який вів на буксирі судно «Тохо-Мару», що втратило хід через аварію машини.
19—24 липня 1943-го «Амацукадзе» та «Уракадзе» пройшли в охороні конвою з Палау на Трук, а 25 липня — 1 серпня ескортували звідти конвой до Куре. По прибутті в Японію «Амацукадзе» пройшов короткотерміновий доковий ремонт.
17—23 серпня 1943-го «Амацукадзе» разом зі ще 7 есмінцями здійснював ескортування великого угруповання (1 ескортний авіаносець, 3 лінкори, 2 важкі та 1 легкий крейсери) з Йокосуки на Трук, при цьому «Амацукадзе» йшов у охороні лінкора «Ямато».
У середині вересня 1943-го американське авіаносне з'єднання здійснило рейд проти зайнятих японцями островів Гілберта (лежать південніше від Маршаллових островів). У відповідь 18 вересня з Труку на схід вийшли значні сили (2 авіаносці, 2 лінкори, 9 важких крейсерів та інші кораблі), які попрямували до атола Еніветок (крайній північний захід Маршаллових островів). «Амацукадзе» супроводжував це угруповання, яке у підсумку так і не вступило в контакт із союзними силами та 25 вересня повернулось на базу.
На початку жовтня 1943-го американське авіаносне з'єднання завдало удару по острову Уейк (північніше від Маршаллових островів) без жодної суттєвої реакції зі сторони ворожого флоту. Зате за кілька тижнів японці на основі радіоперехоплення вирішили, що готується нова атака на Уейк, і 17 жовтня вислали з Труку до Еніветоку (крайній північний захід Маршаллових островів) головні сили, які кілька діб безрезультатно очікували ворога, після чого 26 жовтня повернулись на Трук. «Амацукадзе» брав участь у забезпечення цієї операції, проте не прямував з головним загоном, а з 21 по 27 жовтня здійснював ескортування танкера «Хойо-Мару» з Труку до Еніветоку та назад.
2 листопада 1943-го «Амацукадзе» вирушив з Труку, маючи завдання доправити до Рабаулу персонал авіаційних підрозділів, проте 4 числа був перенацілений для надання допомоги танкеру «Ніссо-Мару», який був пошкоджений авіацією (у підсумку 6 листопада це судно дійшло до Труку). 12 листопада 1943-го «Амацукадзе» повів конвой з Труку до Палау, а 17—24 листопада супроводив конвой №8175 у зворотному напрямку. 5—14 грудня 1943-го есмінець пройшов з Труку до Йокосуки в охороні конвою № 4205A.
11 січня 1944-го «Амацукадзе» вийшов з порту Моджі у складі охорони танкерного конвою HI-31, який прямував до Сінгапура. Увечері 16 січня в Південнокитайському морі за п'ять сотень кілометрів на схід від узбережжя Центрального В'єтнаму есмінець виявив підводний човен «Редфін», що переслідував конвой у надводному положенні. «Амацукадзе» відкрив вогонь, а американська субмарина спробувала відірватись і при цьому дала залп із всіх чотирьох кормових торпедних апаратів. Одна з торпед влучила в есмінець, що призвело до вибуху носового погреба боєзапасу. «Амацукадзе» зазнав важких пошкоджень, загинуло 80 членів екіпажу. Покинутий есмінець дрейфував шість діб, але не затонув. У підсумку його помітив патрульний літак і 24—30 січня корабель привів на буксирі до Кап-Сен-Жак (наразі Вунгтау в В'єтнамі) есмінець «Асагао». Після тривалих відновлювальних робіт «Амацукадзе» 15 листопада 1944-го зміг прибути до Сінгапура для операції із доповнення його тимчасовою носовою частиною (при встановленні останньої демонтували одну з труб). Після цього корабель зміг узятись за виконання ескортних завдань у Південно-Східній Азії.
19 березня 1945-го «Амацукадзе» вийшов із Сінгапуру в охороні конвою HI-88J — останнього, який вийшов з Сінгапуру до Японії (на той час союзники вже встановили міцний контроль над Філіппінами, а 1 квітня почнеться битва за Окінаву). Завданням корабля було супроводити конвой до порту Юлін на острові Хайнань. Враховуючи ситуацію, загін рухався дуже повільно і лише наприкінці березня розпочав перехід з В'єтнаму до Хайнані. При цьому HI-88J став ціллю для ворожих атак, зазнав важких втрат і після прибуття 30 березня в Юлін був розформований.
Не затримуючись на Хайнані, «Амацукадзе» та ще 4 кораблі з ескорту колишнього конвою 31 березня 1945-го вирушили з Юліна, маючи за мету добратись до Японії. 2 квітня вони зайшли в Гонконг (наступної доби цей порт став ціллю для потужного авіанальоту, проте «Амацукадзе» залишився неушкодженим), а 4 квітня есмінець рушив далі, узявши під охорону конвой HOMO-03, що мав пройти до японського порту Моджі (можливо відзначити, що саме сюди раніше приходили конвої HI з Сінгапуру). 5 квітня обидва транспортні судна конвою були потоплені авіацією, проте ескорт прямував далі. 6 квітня на південному вході до Тайванської протоки «Амацукадзе» дістав три прямі влучання бомбами, одна з яких вразила машинне відділення. Крім того, додаткові пошкодження завдали влучання численних некерованих ракет, які ворожі літаки використовували під час штурмовки. Можливо відзначити, що на есмінці претендували на знищення 5 літаків, при цьому три бомбардувальники були дійсно збиті. На кораблі загинули 44 члени екіпажу.
«Амацукадзе» втратив хід та почав дрейфувати, в його кормовій частині розгорілась велика пожежа. Надвечір 6 квітня корабель досягнув району порту Амой (Сямень), де сів на ґрунт (можливо, він був посаджений на ґрунт, щоб уникнути затоплення). 7 квітня «Амацукадзе» намагались узяти на буксир, проте шторм завадив проведенню рятувальних робіт, так само як і наступної доби, коли хвилі у підсумку зірвали корабель з мілини та винесли його на інше узбережжя бухти.
Враховуючи стан корабля, японці вивели з ладу те, що на їхню думку становило цінність, а у травні 1945-го призначили рештки «Амацукадзе» для тренувань пілотів японських бомбардувальників.